# Personennahverkehr in Hasselt

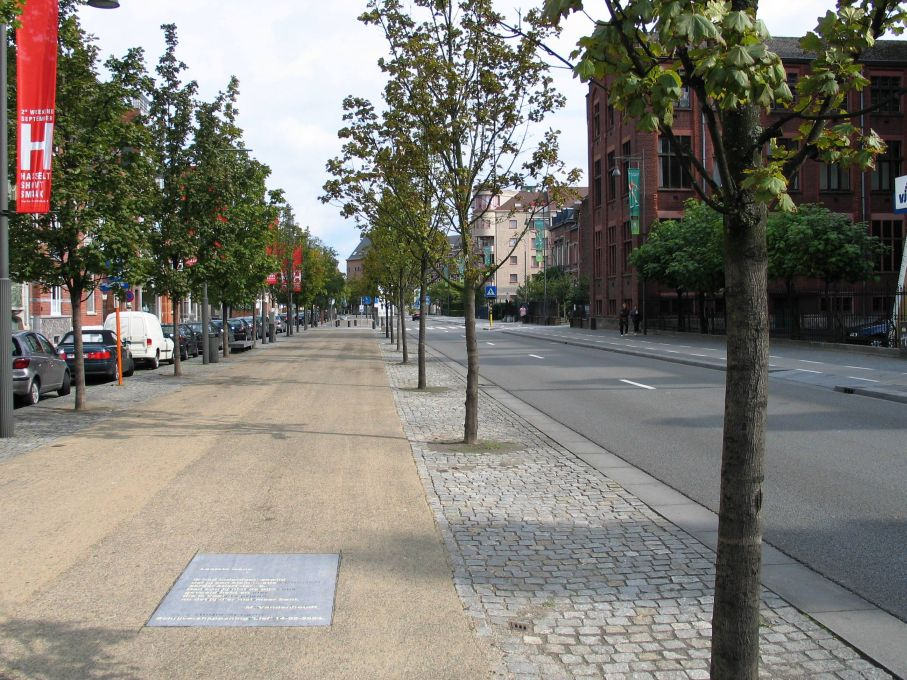
Zurückgebauter Groene Boulevard in Hasselt

Der Personennahverkehr in Hasselt wurde international bekannt, als die belgische Stadt Hasselt im Jahr 1997 den Öffentlichen Personennahverkehr mit Omnibussen auf ein rein durch Umlagen finanziertes System umstellte. Im Jahr 2013 wurde durch den Stadtrat entschieden, aufgrund massiver Kostensteigerungen den Verkauf von Fahrausweisen wieder einzuführen.
Andere Quellen vermuten, dass nach der Kommunalwahl im Herbst 2012 neue, konservative Koalitionspartner das Nulltarifsystem gegen den erklärten Willen von Bürgermeisterin Hilde Claes aufgeweicht haben.

## Öffentlicher Personennahverkehr zum Nulltarif

### Ausgangslage

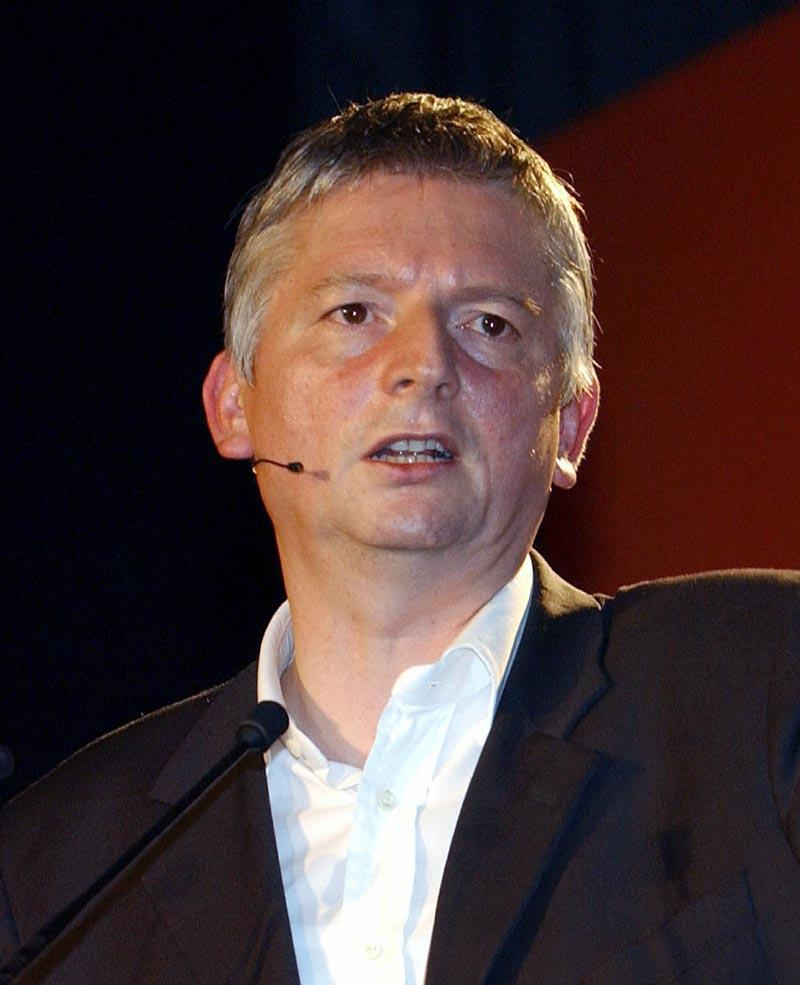
Verkehrsreformer Steve Stevaert

Hasselt war das fünftstärkste Dienstleistungs- und Handelszentrum in Belgien, stand vor dem Ruin, und konnte deshalb keinen zur Verkehrsentlastung benötigten dritten Umfahrungsring finanzieren.
Der Restaurantbesitzer Steve Stevaert ließ sich aus Ärger über die Verkehrszunahme in seiner Heimatstadt im Jahr 1995 als Kandidat für die Bürgermeisterwahl aufstellen und gewann mit seinem innovativen Verkehrskonzept die Wahl. Er griff dabei einen Plan des flämischen Verkehrsministers Eddy Baldewijns auf, der dem öffentlichen Personennahverkehr Vorrang einräumte.
Die Stadt hatte etwa 68.000 Einwohner. Es gab nur zwei Buslinien und acht Stadtbusse, die etwa 1.000 Menschen täglich beförderten, rund 360.000 Fahrgäste im Jahr. 

### Maßnahmen

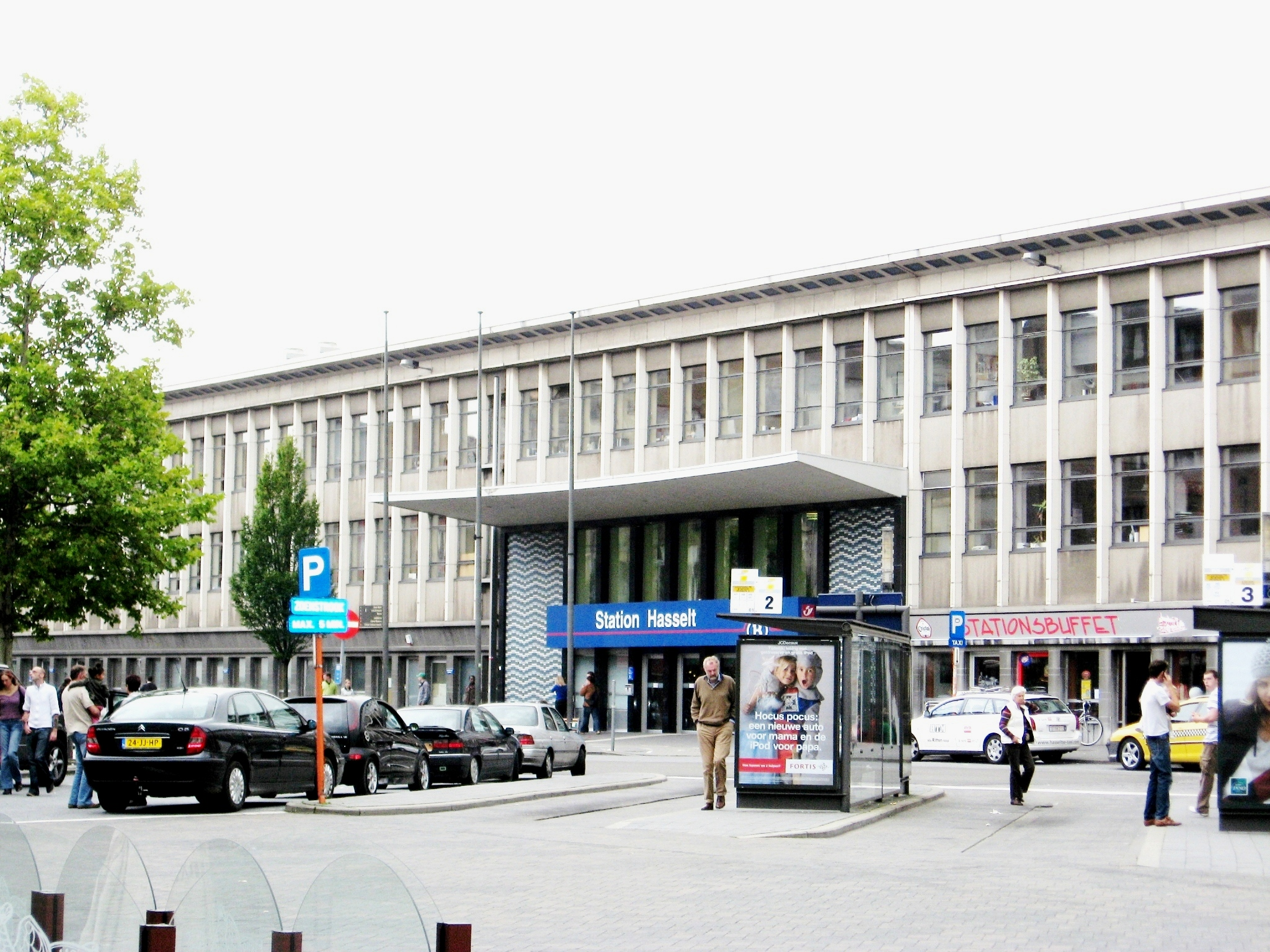
Der Bahnhof Hasselt ist Ausgangspunkt der Buslinien.

Das Bussystem wurde ausgebaut und ein 15-Minuten-Taktfahrplan eingeführt. Öffentlichkeitswirksamer Höhepunkt war, dass ab dem 1. Juli 1997 alle Busse von jedermann kostenlos zu benutzen waren. Zugleich wurde die Öffentlichkeit aufgeklärt, wie teuer jeder Kilometer mit dem eigenen Kraftfahrzeug ist.
800 Parkplätze im Stadtgebiet wurden abgeschafft. Parken kostete jetzt 1 Euro die erste Stunde, danach wurden 10 Euro für den halben Tag fällig. Die Parkeinnahmen investiert die Stadt direkt in den öffentlichen Verkehr. 
Den vielspurigen Innenstadtring ließ Stevaert mit 400 Bäumen bepflanzen und zum fußgänger- und radfahrerfreundlichen „Grünen Boulevard“ umgestalten.
Während der Pilotphase in den Jahren 1997 bis 2000 teilten sich die Stadt Hasselt und das Land Flandern die Kosten für das Bussystem. Die Stadt erstattete dem Verkehrsanbieter die Einnahmeausfälle durch die nicht durch Fahrscheine finanzierte Nutzung in Höhe von etwa 800.000 Euro. Trotz der Fahrgastzuwächse blieb dies ein vernachlässigbarer Posten im kommunalen Haushalt. Hasselt muss weniger als 1 Prozent des städtischen Budgets an den Verkehrsanbieter zahlen. Das sind etwa 18 Euro im Jahr pro Steuerzahler.

### Folgen
In rund 15 Jahren verdreifachten sich der Umsatz und die Arbeitsplätze in der Innenstadt von Hasselt.
Seit der Umstellung auf Nulltarif befördern die Stadtbusse jährlich weit über 2 Millionen Fahrgäste, seit dem Jahr 2000 mehr als 3 Millionen, und seit dem Jahr 2004 über 4 Millionen. Durch den großen Erfolg zahlten immer weniger Leute für Parkplätze, so dass die Finanzierungsgrundlage wegbrach. Die Kostenfreiheit wurde daher 2014 auf Personen bis zum Alter von 19 Jahren und ab 65 Jahren beschränkt. Erwachsene zahlen ein geringes Entgelt (60 Cent).
Vierspurige Straßen konnten auf zwei Spuren zurückgebaut werden, weil die breiten Verkehrsadern nicht mehr benötigt werden. Mit Temporeduktionen und Baumaßnahmen wurde 2005 der Aspekt der Verkehrssicherheit noch einmal besonders in Angriff genommen.
Nach seiner Zeit als Bürgermeister wurde Stevaert Verkehrsminister in Flandern und Parteivorsitzender der SP.A. Die Stadt Hasselt wurde durch dieses Projekt in Verkehrskreisen in ganz Europa bekannt.

### Ähnliche Projekte
Seit 2013 wird im estnischen Tallinn von gemeldeten Einwohnern der Stadt ebenfalls kein Fahrgeld mehr für die Nutzung des städtischen Linienbusnetzes erhoben. Da Einpendler zahlen müssen, bewirkt diese Regelung eine Ummeldung von Bürgern aus dem Umland. 
Im US-amerikanischen Portland (580.000 Einwohner) waren im Innenstadtbereich alle Nahverkehrsmittel kostenlos. Im benachbarten Seattle war der ÖPNV werktags von 6 bis 19 Uhr gratis. 2012 endete das Modell des kostenfreien ÖPNV in beiden Städten.

## Stadtbahnverkehr
Am 18. Dezember 2012 beschloss der Stadtrat von Maastricht in den Niederlanden, dass das länderübergreifende Projekt „Tramverbinding Vlaanderen-Maastricht“ umgesetzt wird. Dabei handelt es sich um eine Verbindung der Zentren von Hasselt und Maastricht in den Niederlanden. Zwischen den Städten übernimmt sie Aufgaben wie die Euregiobahn in Aachen, innerhalb der Orte fährt sie bis ins Stadtzentrum. Der größte Teil der Strecke befindet sich auf belgischem Gebiet. Dieser Teil gehört zum 300 Millionen schweren Spartacus-Plan, der eine Reihe von Verbesserungen im Regionalverkehr in Belgisch-Limburg bringen soll.